# Kontrola rodzicielska
Kontrola rodzicielska – opcje, stosowane głównie w usługach telewizji kablowej i satelitarnej, telefonach komórkowych, użytkowaniu komputera, w tym w grach video i korzystaniu z Internetu, pomocne rodzicom w procesie wychowawczym dziecka. Stanowią pomoc w ochronie nieletnich przed brutalnością, zachowaniami seksualnymi, wulgarnością pojawiającą się w grach komputerowych, telewizji oraz Internecie.
Założone cele realizują poprzez:
- pomoc rodzicom w świadomym wyborze gier komputerowych, stosując oznaczenia na opakowaniach gier – system PEGI (przyjęty w Polsce),
- ochrona przed dostępem do treści szkodliwych i niebezpiecznych w Internecie (komputerach i telefonach) – filtry rodzinne,
- blokowanie dostępu do pornograficznych i erotycznych kanałów TV.

## Kontrola rodzicielska w systemach operacyjnych

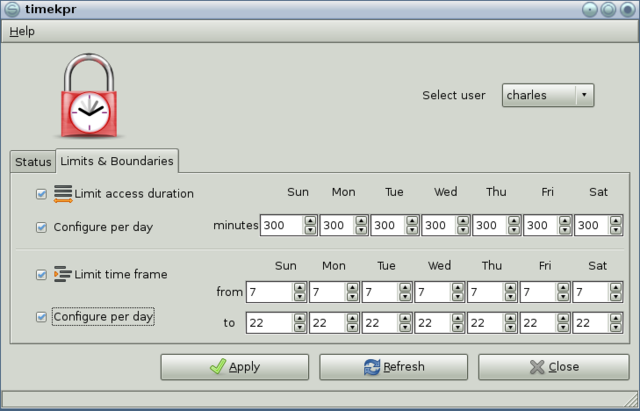
TimeKpr – ustalenie czasu korzystania z komputera

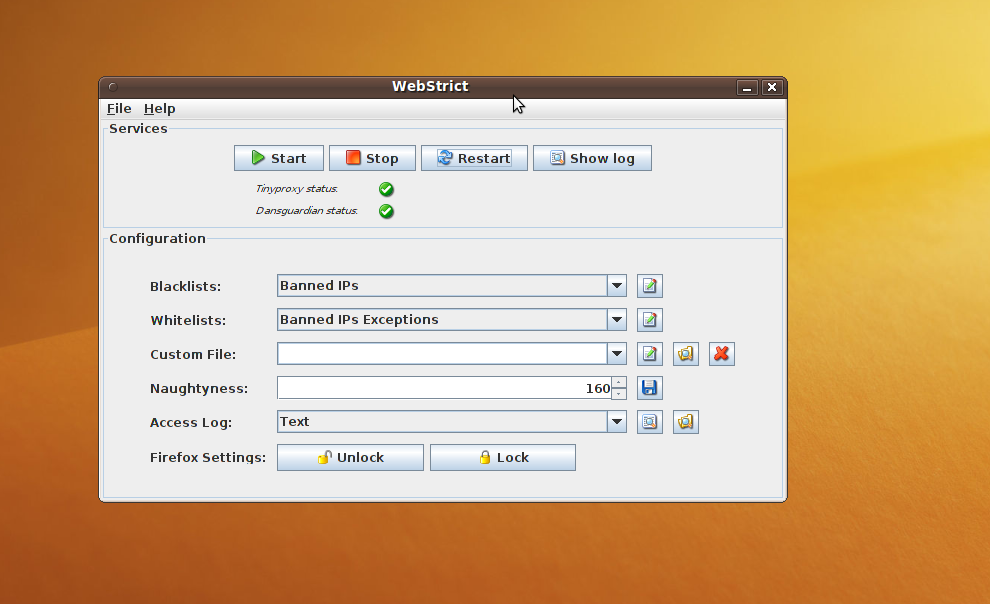
WebStrict – konfiguracja filtru rodzinnego w Ubuntu

### Windows
XP – nie posiada wbudowanej ochrony. Jest dostępna jako aktualizacja opcjonalna, po zarejestrowaniu na Windows Update. Filtr można też zamówić u swojego dostawcy Internetu lub zainstalować samemu program typu Opiekun Dziecka w Internecie, WebControl, Strażnik Ucznia lub podobny.
Vista – posiada wbudowaną kontrolę rodzicielską, umożliwiającą:
- filtrowanie stron internetowych,
- blokowanie gier komputerowych korzystając z wybranego przez użytkownika systemu oceniania gier komputerowych
- ustalenie limitów czasu korzystania z komputera,
- ograniczenie programów zainstalowanych na komputerze.

7 – kontrola rodzicielska jak w Vista, jednak usunięta została możliwość blokowania pornografii w Internecie.

### Linux
Do ochrony przed pornografią w Linuksie służy filtr treści DansGuardian. Jego konfiguracja wymaga średnio zaawansowanej znajomości tego systemu. Dlatego w niektórych dystrybucjach Linuksa wprowadzono narzędzia ułatwiające jego konfigurację:
- DrakGuard – dostępny jedynie w Mandriva Linux[4]
- WebContentControl[5] – program w początkowej fazie rozwoju, głównie dla systemów Linux Debian, Ubuntu[6]
- WebStrict[7] – darmowy program, wchodzi w skład Sabily GNU/Linux. Łatwy w instalacji w systemach Debian, Ubuntu[8]

Do limitowania czasu spędzanego przy komputerze, np. do maksymalnie jednej godziny dziennie służy osobna aplikacja TimeKpr. Oprócz limitu czasu, pozwala rodzicom ustalić, w których godzinach dziecko nie będzie mogło korzystać z komputera. Można na przykład zakazać używania komputera w godzinach nocnych od 23 do 7 rano.

### Apple Mac OS
- Niewspierany już, historyczny program Hektor, napisany specjalnie do szkolnych pracowni komputerowych. Pracował zarówno w trybie lokalnym jak i serwerowym[10] jako nakładka graficzna, GUI do aplikacji DansGuardian. Został wyparty z powodu pojawienia się od wersji Mac OS 10.4 kompleksowego narzędzia Nadzór Rodzicielski,
- Nadzór Rodzicielski w Mac OS X Leopard – narzędzie zintegrowane z kontem każdego użytkownika systemu. Tworząc nowe konto użytkownika Macintosh, administrator może z góry określić zasady dostępu do stron pornograficznych i limit czasu dostępu do komputera[11].